# Jindřichovice (district de Sokolov)
Pour les articles homonymes, voir Jindřichovice.
Jindřichovice (en allemand : Heinrichsgrün) est une commune du district de Sokolov, dans la région de Karlovy Vary, en Tchéquie. Sa population s'élevait à 504 habitants en 2020.

## Géographie
Jindřichovice se trouve à 13 km au nord-nord-ouest de Sokolov, à 21 km à l'ouest-nord-ouest de Karlovy Vary et à 133 km à l'ouest de Prague.
La commune est limitée par Rotava, Šindelová et Nejdek au nord, par Černava et Tatrovice à l'est, par Vřesová et Dolní Nivy au sud et par Oloví à l'ouest.

## Histoire
La première mention écrite de la localité date de 1273.